# Roberto Dabbene

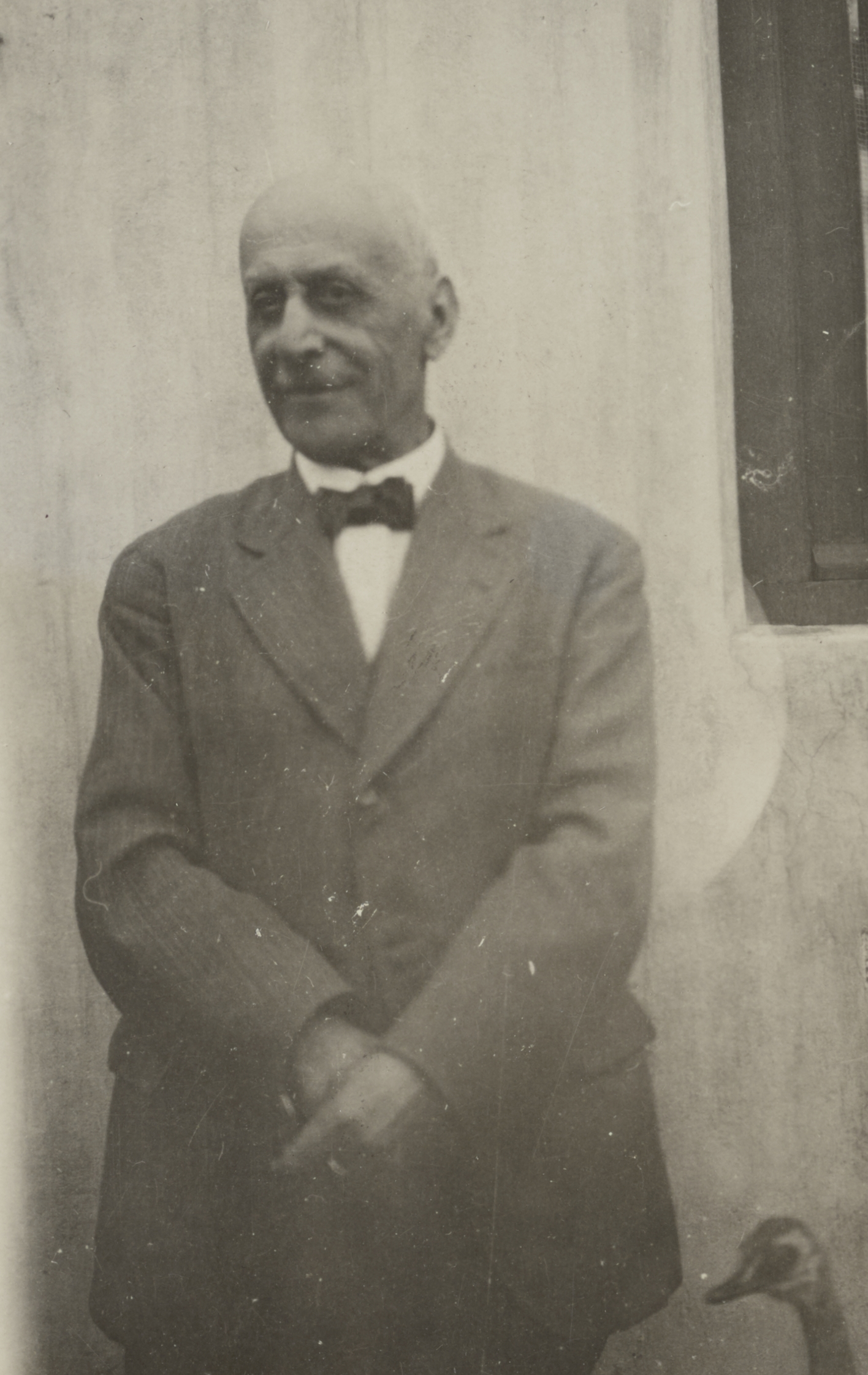
Roberto Dabbene, um 1930

Roberto Raúl Dabbene (* 17. Januar 1864 in Turin, Italien; † 20. Oktober 1938 in La Plata, Argentinien) war ein italienisch-argentinischer Ornithologe.

## Leben
Dabbene wurde im Ortsteil Porta Susa in Turin geboren. 1885 wurde er mit der Dissertation Gli organi di sostegno negli animali invertebrati an der Universität Genua zum Doktor der Naturwissenschaften promoviert. 1887 siedelte er nach Argentinien über, wo er zunächst als Dozent für Chemie an der Nationalen Universität Córdoba lehrte. Anschließend arbeitete er am Polytechnischen Museum. 1890 erhielt Dabbene von Direktor Eduardo Ladislao Holmberg (1852–1937) eine Anstellung im Zoo Buenos Aires, wo er sich mit dem Vogelstudium beschäftigte. Im Jahr 1900 wurde er von Carlos Berg, dem damaligen Direktor des Museo Argentino de Ciencias Naturales Bernardino Rivadavia in Buenos Aires, zum Kurator der Vogelabteilung berufen, wo Dabbene bis wenige Jahre vor seinem Tod tätig war. 1902 besuchte er Isla Grande de Tierra del Fuego, wo er 43 Proben von 23 verschiedenen Vogelarten sammelte und der heute ausgestorbenen Ethnie der Selk’nam begegnete.
Dabbene gehörte zu den Gründungsmitgliedern der Sociedad Ornitologica del Plata (heute: Aves Argentinas), wo er das erste Mal vom Gründungsjahr 1916 bis 1922 und ein weiteres Mal von 1924 bis 1926 Präsident war. Er veröffentlichte zahlreiche wissenschaftliche Artikel im Vogeljournal El Hornero, dem Organ dieser Gesellschaft. Weiter schrieb er für die Anales del Museo Nacional de Buenos Aires, die Zeitschrift Revista Chilena de Historia Natural und für Physis, einer argentinischen Zeitschrift, die sich mit der argentinischen Avifauna beschäftigt. 1919 wurde Dabbene Auslandsmitglied der British Ornithologists’ Union.
Dabbene beschrieb einige südamerikanische Vogelarten und -unterarten. 1913 verfasste er gemeinsam mit Miguel Lillo die wissenschaftliche Erstbeschreibungen zur Unterart Cyanoliseus patagonus andinus des Felsensittichs und zur Unterart Eudromia elegans intermedia des Perlsteißhuhns. 1917 erstbeschrieb er den Altiplano-Erdhacker (Geositta punensis), im selben Jahr die Unterarten Cinclodes oustaletti hornensis des Grauflanken-Uferwippers und Cinclodes antarcticus maculirostris des Einfarb-Uferwippers. 1921 veröffentlichte er die wissenschaftliche Erstbeschreibung zum Blaulatzara (Ara glaucogularis). 1926 erwähnte er erstmals den Tristan-Albatros unter dem Namen Diomedea chionoptera alexanderi. Da das Epitheton alexanderi jedoch bereits 1916 von Gregory Mathews für eine Unterart des Graukopfalbatros vergeben wurde, fertigte Mathews 1929 eine Neubeschreibung des Tristan-Albatros unter dem wissenschaftlichen Namen Diomedea dabbenena an und ehrte Dabbene im Artepitheton.

## Dedikationsnamen
Neben dem bereits erwähnten Tristan-Albatros wurde 1942 der Rotgesichtguan (Penelope dabbenei) von Carl Eduard Hellmayr und Henry Boardman Conover nach Dabbene benannt. Auch in den Unterarten des Blassstirnkauzes (Aegolius harrisii dabbenei Olrog, 1979), des Hellmayrpiepers (Anthus hellmayri dabbenei Hellmayr, 1921), des Südlichen Weißbauch-Baumsteigers (Lepidocolaptes angustirostris dabbenei Esteban, 1948) und der Streifenscheitelammer (Rhynchospiza strigiceps dabbenei Hellmayr, 1912) finden sich Widmungen für Dabbene. 1914 ehrte Oldfield Thomas Dabbene im Artepitheton der Großen Amerikanischen Bulldoggfledermaus (Eumops dabbenei). 2024 wurde die die fossile Halbgans Chloephaga dabbenei aus dem Pleistozän Argentiniens nach Dabbene benannt.

## Publikationen (Auswahl)
- Fauna Magallánica. Mamíferos y aves de la Tierra del Fuego e islas adyacentes, 1902
- Viaje á la Tierra del Fuego y á la Isla de los Estados, 1903
- Ornitología argentina: catálogo sistemático y descriptivo de las aves de la República Argentina, de las regiones limítrofes inmediatas del Brasil, Paraguay, Bolivia, Chile y los archipiélagos é islas al sur y sureste del continente americano hasta el círculo polar antártico. Museo Nacional de Buenos Aires, 1910.
- Los indigenas de la Tierra del Fuego: Contribución a la etnografia y anthopologia de los Fueguiros, 1911
- Contribución a la ornitología del Paraguay, Anales del Museo Nacional de Buenos Aires 23, 1912:S. 283–390
- Notas sobre una colección de Avesde la Isla Martín García, El Hornero 1, 1917. (1): 29–34; (2): 89–96; (3): 160–168; (4): 236–248.
- Los pingüinos de las costas e islas de los mares argentinos, El Hornero 2 (1), 1920:S. 1–9
- Miscelánea ornitológica. In: El Hornero. Band 2, Nr. 1, 1920, S. 56–57 (biodiversitylibrary.org).
- Miscelánea ornitológica. In: El Hornero. Band 2, Nr. 3, 1921, S. 225–227 (biodiversitylibrary.org).
- Tres aves nuevas para la avifauna uruguaya, El Hornero 3 (4), 1926:S. 422
- The ornithological collection of the Museo Nacional, Buenos Aires its origin, development and present condition, The Auk Vol. 43 N. 1, 1926:S. 37–46
- Las palomas y tórtolas de la Argentina, Revista Diosa Cazadora, Suplemento (125), 1938